# Nasalsa
Nasalsa là một vương hậu người Nubia của vương quốc Kush.

## Tiểu sử
Nasalsa là chị/em gái của một vị vua, và cũng là vợ của vị vua đó. Bà chắc chắn là mẹ của hai vị vua Anlamani và Aspelta, những người kế nhiệm của vua Senkamanisken. Vì lẽ đó mà được cho là vợ và cũng là chị em với Senkamanisken. Nếu như vậy thì bà có thể là con gái của vua Atlanersa. Một số sách ghi rằng, vương hậu Madiqen, vợ của Anlamani, là con gái nuôi của bà.
Tấm bia kỷ niệm của vua Anlamani (Kawa VIII) có nhắc đến bà như sau:
"Thái hậu Nasalsa, vạn tuế, một trong những người chị em của vua, mẫu hậu của ngài, tình yêu ngọt ngào, nữ chúa của những người phụ nữ. Bệ hạ (tức vua Anlamani) đã cho người đến bầu bạn với bà. Bà trông thấy con trai như thần Horus trên ngai vàng. Bà rất tự hào khi thấy vẻ đẹp của Bệ hạ."
Tấm bia đó còn cho biết, Anlamani có bốn người chị em gái giữ những chức vụ của một tư tế. Nasalsa còn được nhắc đến trên "Tấm bia Đăng cơ của Aspelta", "Tấm bia của Khaliut", "Tấm bia Nhận nuôi của Madiqen" và một số vật thể khác. Tất cả những tấm bia nói trên đều được tìm thấy tại Gebel Barkal.
Trên tấm bia của Aspelta, mẹ của Nasalsa được gọi là "Người chị em hoàng gia" và "Người tôn thờ Amun-Ra tại Thebes". Danh hiệu này chỉ dành cho công chúa Amenirdis II, con của pharaon Taharqa. Các nữ tư tế thường không lập gia đình nên Nasalsa được cho là con nuôi của Amenirdis.
Nasalsa là chủ nhân của ngôi mộ Nu.24 tại Nuri.